# Johannes Härtl
Johannes Härtl (* 26. Juli 1977 in Garmisch-Partenkirchen) ist ein deutscher Choreograf, Tänzer und Veranstalter mit Arbeitsschwerpunkt München.
Härtl wurde bereits als Student zum internationalen Solotanzwettbewerb Stuttgart-Rotebühlplatz eingeladen. Er tanzte mit renommierten zeitgenössischen Choreografen wie Carlos Cortizo, Jessica Iwanson, Thomas Kopp, Katja Wachter und wurde mit eigenen Choreografien unter anderem zu den Passauer Tanztagen, den Regensburger Tanztagen und zur Sommertanzreihe der Ballettakademie Stockholm eingeladen.
Von der Stadt München wurde er zunächst mit der Debütförderung und schließlich mit Projektfördermitteln ausgestattet. In München debütierte er 2007 mit seiner eigenen Tanzproduktion Ego, fertig, los! im Kulturzentrum i-camp. 2009 wurde er als Nachwuchskünstler mit dem Isadora-Preis der Iwanson-Sixt-Stiftung ausgezeichnet.
Als Veranstalter rief er das Tanzfestival „zwanziginfünf “ ins Leben.
Seit 1. Juli 2018 ist er geschäftsführender Gesellschafter der Iwanson International School of Contemporary Dance.